# Дворец спорта Пекинского политехнического университета

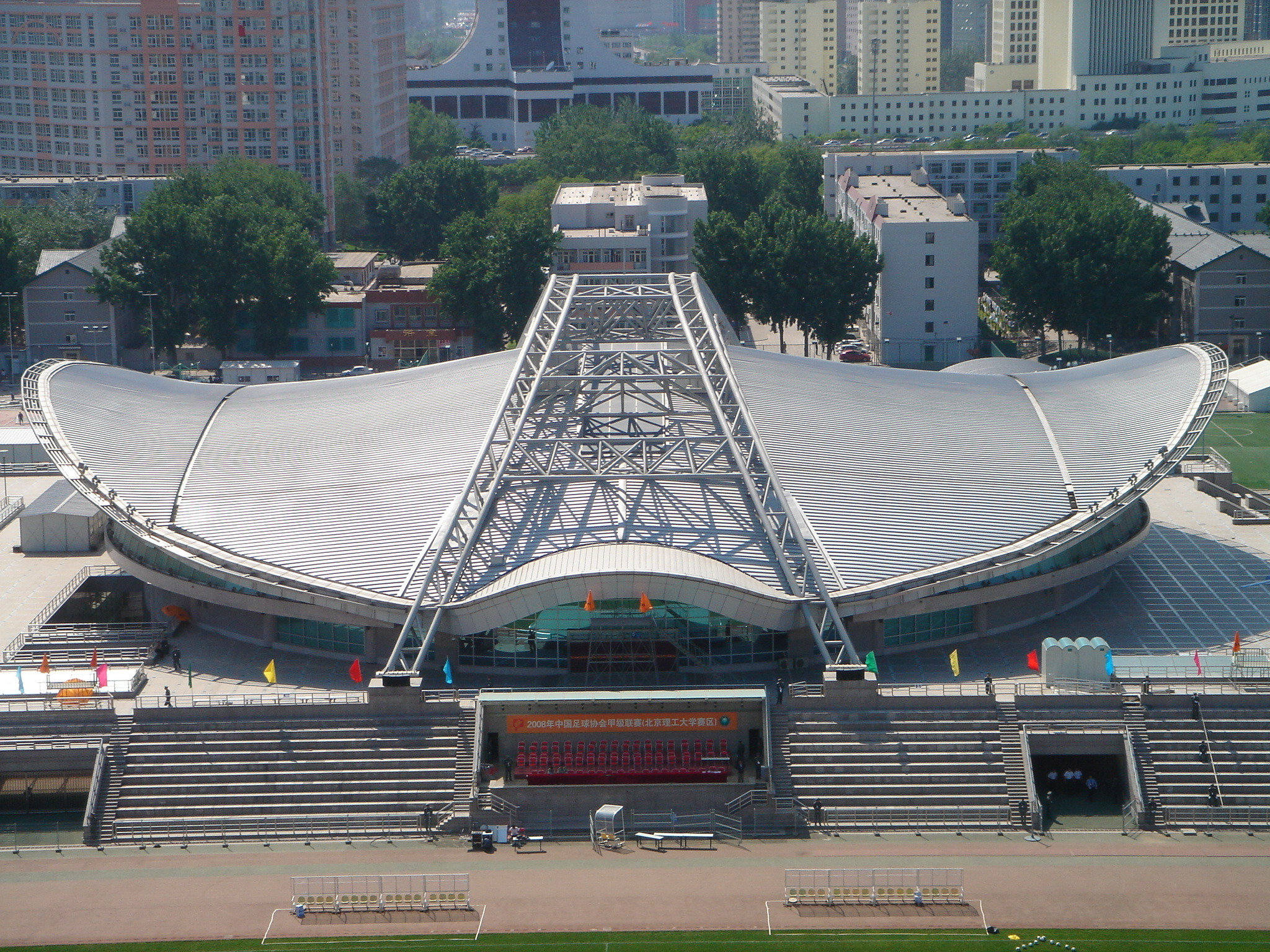
Дворец спорта Пекинского политехнического университета

Дворец спорта Пекинского политехнического университета (кит. трад. 北京理工大學體育館, упр. 北京理工大学体育馆, пиньинь Běijīng Lǐgōng Dàxué Tǐyùguǎn)  — спортивный комплекс, одна из арен Летних Олимпийских игр 2008 года в Пекине. Расположен на кампусе Пекинского политехнического университета.
В рамках Летних Олимпийских игр 2008 года сооружение приняло соревнования по волейболу, в рамках Летних Паралимпийских игр в сооружении прошли соревнования по голболу.
Спортивный комплекс имеет площадь 21,9 тыс. м², и рассчитан на 5 тыс. зрителей. Находится в 8 километрах от Пекинского Олимпийского парка.